# リボーン〜命のオーディション〜
リボーン〜命のオーディション〜（リボーン〜いのちのオーディション〜）は、2011年10月に上演された日本のミュージカル。モーニング娘。の新垣里沙と田中れいながダブル主演を務め、モーニング娘。の9期メンバー4名が初めて出演したミュージカルである。
この項目では、2019年11月に上演されたこぶしファクトリーとBEYOOOOONDSによる舞台作品、演劇女子部「リボーン〜13人の魂は神様の夢を見る〜」（えんげきじょしぶ「リボーン〜じゅうさんにんのたましいはかみさまのゆめをみる〜」）についても記述する。

## リボーン〜命のオーディション〜

### 概要
この世とあの世の間の世界に用意された10個の“新たな命”。歴史上の偉人たち10人と名もなき凡人1人が、再び世に生を受けるため、10個の命を巡って生まれ変わるためのオーディションに参加する。キャッチフレーズは、「ほんの少しだけ、生きることが楽しくなるミュージカル」。当初、新垣里沙と光井愛佳のダブル主演の予定だったが、光井愛佳は左距骨疲労骨折により降板し、代役として田中れいなが出演することになった。

### 日程・会場
2011年10月8日〜17日（全労済ホール／スペース・ゼロ）

### 出演者
出演者とその役名を列挙する。所属グループは公演当時。
| 役名                     | 出演者                                   |
| ------------------------ | ---------------------------------------- |
| ジャンヌ・ダルク         | 新垣里沙（モーニング娘。5期）            |
| ベベ / 手塚治虫          | 田中れいな（モーニング娘。6期）          |
| クレオパトラ             | 譜久村聖（モーニング娘。9期）            |
| 小野小町                 | 生田衣梨奈（モーニング娘。9期）          |
| シェイクスピア           | 鞘師里保（モーニング娘。9期）            |
| 楊貴妃                   | 鈴木香音（モーニング娘。9期）            |
| モーツァルト             | 三好絵梨香                               |
| 織田信長                 | 仙石みなみ（アップアップガールズ（仮）） |
| 明智光秀                 | 森咲樹（アップアップガールズ（仮））     |
| チンギス・カン           | 宮本佳林（ハロプロエッグ）               |
| レオナルド・ダ・ヴィンチ | 工藤遥（モーニング娘。10期）             |
| 閻魔大王                 | 兵藤ゆき                                 |
| 母                       | 廣野有紀                                 |
| コウノトリ               | 高木紗友希（ハロプロエッグ）             |

### 音楽
テーマソング「リボーン〜命のオーディション〜」（作詞：太田善也、作曲・編曲：はたけ、歌：リボーンイレブン）
- テーマソングCD「リボーン〜命のオーディション〜」（2011年10月8日、UP-FRONT-WORKS） - 品番：UFCW-1119

1. リボーン〜命のオーディション〜
2. リボーン〜命のオーディション〜（オリジナル・カラオケ）

- リボーンイレブンは、出演者の中から新垣里沙、田中れいな、譜久村聖、生田衣梨奈、鞘師里保、鈴木香音、三好絵梨香、仙石みなみ、森咲樹、宮本佳林、工藤遥の11名で結成。
- テーマソングCDは、上演期間中に会場内にて発売。後日、ハロー!プロジェクトファンクラブ通販で販売された[7]。
- 上演2日目からは、アップフロント着信。フル（公式の着うたフル配信サイト）、レコチョク、iTunesなどで配信が開始された[8]。

### DVD
2012年3月14日にDVD化作品が一般発売された。品番はUFBW-1135。

### スタッフ
スタッフとその役割を列挙する。
| 役割             | スタッフ                                |
| ---------------- | --------------------------------------- |
| 脚本             | 太田善也（散歩道楽）                    |
| 演出             | 吉田健（TBSテレビ）                     |
| プロデューサー   | 丹羽多聞アンドリウ(BS-TBS) / 佐々木淳子 |
| 音楽プロデュース | はたけ（シャ乱Q）                       |
| 主催・企画・制作 | BS-TBS / アップフロントエージェンシー   |

## 演劇女子部「リボーン〜13人の魂は神様の夢を見る〜」

### 日程・会場
2019年11月14日〜24日（こくみん共済 coop ホール／スペース・ゼロ）

### 出演者
出演者とその役名を列挙する。
| 役名                     | 出演者                                |
| ------------------------ | ------------------------------------- |
| ベベ                     | 浜浦彩乃（こぶしファクトリー）        |
| ジャンヌ・ダルク         | 井上玲音（こぶしファクトリー）        |
| 閻魔様                   | 広瀬彩海（こぶしファクトリー）        |
| 織田信長                 | 野村みな美（こぶしファクトリー）      |
| クレオパトラ             | 和田桜子（こぶしファクトリー）        |
| 楊貴妃                   | 一岡伶奈（BEYOOOOONDS/CHICA#TETSU）   |
| 小野小町                 | 島倉りか（BEYOOOOONDS/CHICA#TETSU）   |
| シェイクスピア           | 西田汐里（BEYOOOOONDS/CHICA#TETSU）   |
| コウノトリ               | 江口紗耶（BEYOOOOONDS/CHICA#TETSU）   |
| 明智光秀                 | 高瀬くるみ（BEYOOOOONDS/雨ノ森 川海） |
| ナポレオン               | 前田こころ（BEYOOOOONDS/雨ノ森 川海） |
| マリー・アントワネット   | 山﨑夢羽（BEYOOOOONDS/雨ノ森 川海）   |
| モーツァルト             | 岡村美波（BEYOOOOONDS/雨ノ森 川海）   |
| チンギス・カン           | 清野桃々姫（BEYOOOOONDS/雨ノ森 川海） |
| レオナルド・ダ・ヴィンチ | 平井美葉（BEYOOOOONDS）               |
| コウノトリ               | 里吉うたの（BEYOOOOONDS）             |
| ショパン                 | 小林萌花（BEYOOOOONDS）               |

### 映像作品
- 演劇女子部「リボーン〜13人の魂は神様の夢を見る〜」（DVD：2020年2月26日、zetima）

### スタッフ
スタッフとその役割を列挙する。
| 役割             | スタッフ                   |
| ---------------- | -------------------------- |
| 脚本             | 太田善也                   |
| 演出             | 吉田健（TBSテレビ）        |
| プロデューサー   | 丹羽多聞アンドリウ(BS-TBS) |
| 音楽プロデュース | はたけ（シャ乱Q）          |
| 主催・企画・制作 | BS-TBS / オデッセー        |